# Прапор Президента України
Прапор (штандарт) Президента України — синє квадратне полотнище із зображенням у центрі золотого Знака Княжої Держави Володимира Великого (Державний герб України), обрамлене золотою лиштвою і прикрашене золотою бахромою.
Древко Прапора (штандарта) Президента України дерев'яне, верхівка ратища має форму кулі з онікса, яка оздоблена рельєфним накладним орнаментом із жовтого металу. Штандарт є символом президентської влади. Він присутній на офіційних зустрічах і заходах, де задіяний Президент України.

## Історія

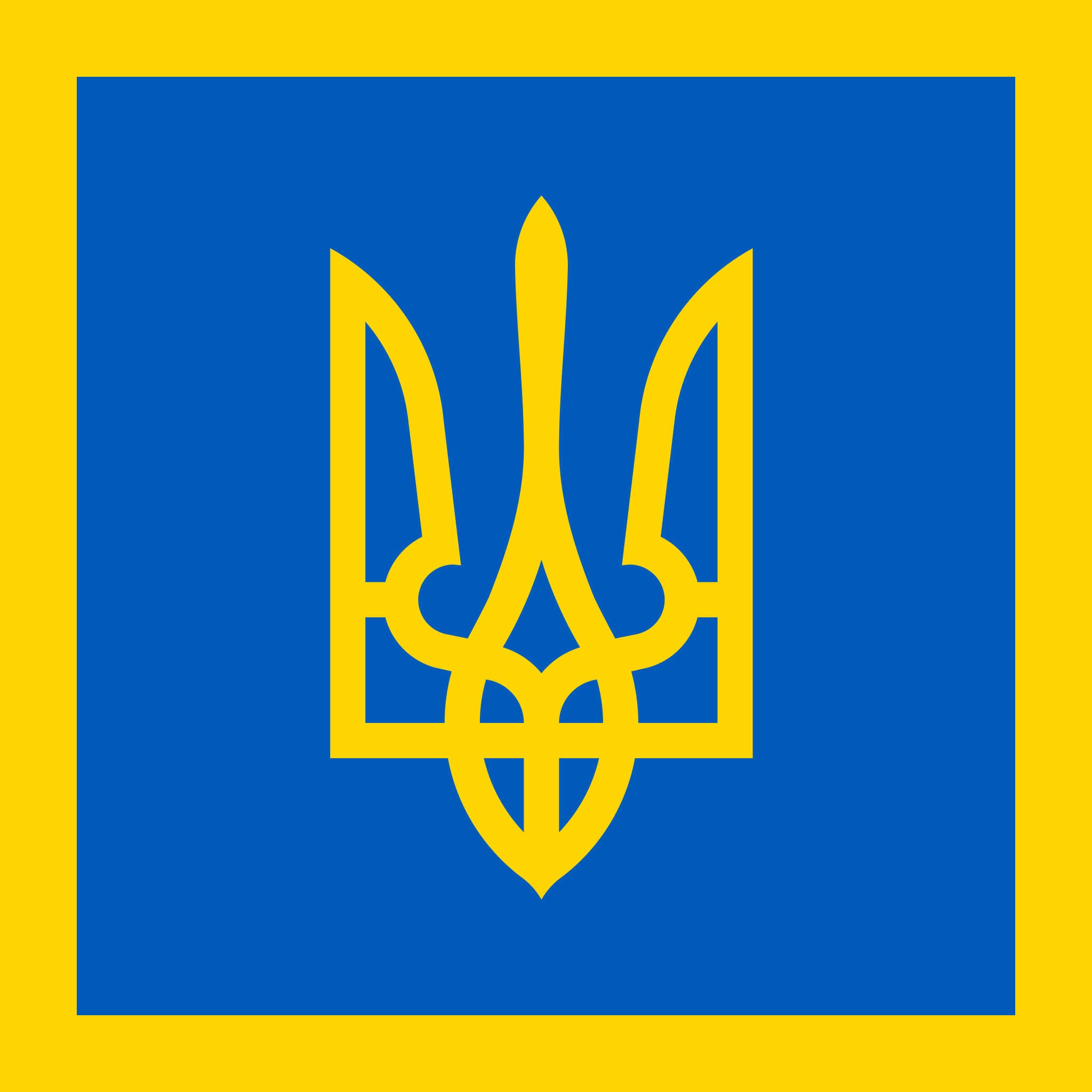
проєкт Прапора Президента України, який вперше використали під час інавгурації 2014 року

В Україні до 1999 символом президентської влади був тільки штандарт глави держави. До 1999 він мав скромніше полотнище, але гарніший держак.
Нове двостороннє шовкове полотно було вишите на спеціальному обладнанні, що дозволяє досягнути унікальних ефектів. Наприклад, на одній стороні штандарта нанесено понад мільйон стібків ниткою двох відтінків — червоного і жовтого золота. А вишитий тризуб, завдяки використанню спеціальної підкладки, вийшов об'ємним. За такою ж технологією зроблені і прапори королеви Великої Британії, президентів США та Франції.
Існує також проєкт прапора Президента України, який вперше використали під час інавгурації 2014 року.